# Shiawassee megye
Shiawassee megye az Amerikai Egyesült Államokban, azon belül Michigan államban található. Megyeszékhelye Corunna, legnagyobb városa Owosso. Lakosainak száma 68 094 fő (2020. április 1.). Shiawassee megye Saginaw, Ingham, Genesee, Livingston, Clinton és Gratiot megyékkel határos.

## Népesség
A megye népességének változása:
| Lakosok száma | 70 638 | 69 986 | 69 314 | 68 900 | 68 619 | 68 094 |
|               | 2010   | 2011   | 2012   | 2013   | 2015   | 2020   |